# 東宮西宮
『東宮西宮』（とうぐうせいぐう）は、1996年製作の中国映画。
日本では1998年に公開された。1999年発売のビデオタイトルは 『インペリアル・パレス』。
原作は中国の作家・王小波の短編小説 『似水柔情』。 中国初のゲイ・フィルムとされる。のちに戯曲化された。

## キャスト
- 胡軍（フー･ジュン）： 小史（警官）
- 司汗（シー・ハン）： 阿蘭（自称・作家）
- 劉欲暁（リウ・ユウシャオ）： 女賊
- 馬雯（マー・ウェン）： 女役人
- 王全（ワン・チュワン）： 幼年時代の阿蘭
- 葉静（イエ・チン）： 少年時代の阿蘭
- 趙薇（ヴィッキー・チャオ）： “公共バス”と呼ばれた少女（阿蘭の同級生）
- 呂蓉（リュイ・ロン）： 阿蘭の母